# Luhya (språk)
Luhya är ett bantuspråk som talas av närmare tio miljoner människor, främst etniska luhya, i Kenya och Uganda. Det finns betydande skillnader mellan de olika luhya-dialekterna, och de betraktas ibland som olika språk inom en språkgrupp, Luhyaspråk. Luhyaspråken hör till bantuspråkens Masaba-Luyiagrupp (J30). Det är närbesläktat med Masaba och Nyole. Flera luhyaspråk eller -dialekter har många lånord från icke-bantuspråk i regionen, exempelvis luo.
| Luhya etniska grupp | Luhya språk     | ISO 639-3 språkkod | Region                          |
| ------------------- | --------------- | ------------------ | ------------------------------- |
| Bukusu              | Lubukusu        | bxk                | Bungoma (Kenya)                 |
| Idakho              | Luidakho        | ida                | Kakamega (Kenya)                |
| Isukha              | Luisukha        | ida                | Kakamega (Kenya)                |
| Kabras              | Lukabarasi      | lkb                | Kakamega (Kenya)                |
| Khayo               | Olukhayo        | lko                | Busia (Kenya)                   |
| Kisa                | Olushisa        | lks                | Butere/Mumias (Kenya)           |
| Logoli (Maragoli)   | Lulogooli       | rag                | Maragoli, Vihiga (Kenya)        |
| Marachi             | Olumarachi      | lri                | Busia (Kenya)                   |
| Marama              | Olumarama       | lrm                | Butere/Mumias (Kenya)           |
| Nyala               | Lunyala         | nle                | Busia (Kenya)                   |
| Nyole               | Olunyole, Nyole | nyd, nuj           | Vihiga (Kenya), Tororo (Uganda) |
| Samia               | Lusamia         | lsm                | Busia, Kakamega - Uganda        |
| Tachoni             | Lutachoni       | lts                | Lugari, Malava (Kenya)          |
| Tiriki              | Lutirichi       | ida                | Vihiga (Kenya)                  |
| Tsotso              | Olutsotso       | lto                | Kakamega (Kenya)                |
| Wanga               | Oluwanga        | lwg                | Butere/Mumias (Kenya)           |